# Vermes Tímea
Hauer-Vermes Tímea (Pécs, 1972. szeptember 25. –) magyar opera-, operett-, musical- és magánénekes.

## Életútja
Tanulmányait a pécsi Bánki Donát úti általános iskolában kezdte, majd a Leőwey Klára Gimnáziumban érettségizett 1991-ben. Zeneiskolában zongora szakon tanult. 17 éves korától Komáromi Alice-hez járt magánének tanszakra. 1992-től a pécsi Janus Pannonius Tudományegyetem bölcsészettudományi karának ének-zene-karvezetés szakára járt. 1994-ben átvételi vizsgával került a Liszt Ferenc Zeneművészeti Főiskola pécsi tagozatának magánének szakára, ahol 1998-ban Bukszár Mártánál jeles minősítéssel diplomázott. 2008-ban Váradi Marianna tanítványaként kezdte a Pécsi Tudományegyetem művészeti karának kiegészítő szakát.
Egy évadot töltött a Miskolci Nemzeti Színháznál, majd 1998-ban Balikó Tamás szerződtette le a Pécsi Nemzeti Színházhoz, ahol egy gálaműsorban mutatkozott be. 2001-ben meghívást kapott a müncheni magyar bálra. 2002-ben felvételt nyert a Magyar Állami Operaház stúdiójába, ahol 2003-ban debütált a Szöktetés a szerájból Blondéjaként.
Színházi munkái mellett a Pécsi Tudományegyetem művészeti karának hangképző tanáraként is jelen van, valamint az Eck Imre Alapfokú Művészeti Iskola magánének tanszakán oktat.
Az elmúlt húsz évben számos szerepben mutathatta meg tudását országszerte és külföldön egyaránt, énekelt többek között a Cameri Theater-ben (Tel-Aviv),a Teatro Massimo-ban (Cagliari), a Teatro Verdi-ben (Trieszt).
Családja több generációra visszamenőleg pécsi, Pécsett él férjével és leányával.

## Szerepei[5]

### Operák
- Mozart: Szöktetés a szerájból-Blonde (Pécsi Nemzeti Színház)
- Mozart: Figaro házassága-Cherubino (Miskolci Nemzeti Színház)
- Mozart: Figaro házassága-Suzanna (Pécsi Tudományegyetem-Művészeti Kar)
- Mozart: Varázsfuvola-Éj királynője,Első Dáma,Papagena (Pécsi Nemzeti Színház)
- Mozart: Cosi fan tutte-Despina (Miskolci Nemzeti Színház)
- Offenbach: Hoffmann meséi-Olympia (Miskolci Nemz.Színház és Pécsi Nemz.Színház)
- Strauss: A Denevér-Adél (Pécsi Nemz.Színház és Miskolci Nemz.Színház)
- Kálmán Imre: Csárdáskirálynő-Szilvia (Szardíniai turné a Miskolci Nemzeti Színházzal)
- Kodály Zoltán: Háry János-Császárné (Székesfehérvári Vörösmarty Színház)
- Rossini: Sevillai borbély-Rosina (Miskolci Nemzeti Színház)
- Nicolai: Windsori víg nők-Anna (Pécsi Nemzeti Színház)
- Donizetti: Boleyn Anna-Anna (Pécsi Nemzeti Színház)
- Verdi:Falstaff-Alice             (Pécsi Nemzeti Színház )
- Donizetti :Szerelmi bájital-Adina,Gianetta                     (Pécsi Nemzeti Színház)
- Mozart :Don Giovanni -Donna Elvira  (Pécsi Nemzeti Színház)
- Strauss :A Denevér-Rosalinda ( Budapesti Operettszínház )
- Puccini :Bohémélet-Mimi (Pécsi Nemzeti Szinház)
- Humperdnick:Jancsi és Juliska -Boszorkány (Pécsi Nemzeti Színház )
- Tallér Zsófia :Mátyás Kiraly vándorúton-Főminiszterné(Pécsi Nemzeti Színház )

### Musical és operett szerepek
- Godspel (Pécsi Nemzeti Színház)
- Anconai szerelmesek-Dorina (Pécsi Nemzeti Színház)
- A muzsika hangja-Mária Reiner (Miskolci Nemzeti Színház)
- A csárdáskirálynő-Szilvia (Miskolci Nemzeti Színház)
- Zrínyi 1566-Éva (Szigetvár 2009)
- A fejedelem-Amália (Gárdonyi Géza Színház-Eger)
- Rudolf (Pécsi Nemzeti Színház)
- Strauss:A Denevér -Rosalinda (Budapesti Operettszínház )
- Lehár:A víg özvegy -Galavari Hanna,Sylvienne   (Budapesti Operettszínház )
- Lehár  :Luxemburg grófja -Madame Fleury (Budapesti Operettszínház )
- Chicago -Mary Sunshine (Pécsi Nemzeti Színház)
- Vajda Katalin :Anconai szerelmesek 2-Dorina (Pécsi Nemzeti Színház )

### Egyéb színházi munkák
- 2020 Carmen - előadó (Bemutató 2020. február 21.)
- 2018 Hamupipőke - színész (Bemutató 2018. május 26.)
- 2017 A víg özvegy - színész (Bemutató 2017. március 31.)
- 2017 Luxemburg grófja - színész (Bemutató 2017. november 4.)
- 2014 Pomádé király új ruhája - színész (Bemutató 2014. október 3.)
- 2014 A csengő - ének (Bemutató 2014. január 22.)
- 2013 Antigoné - szólista (Bemutató 2013. november 8.)
- 2012 A nyomorultak - színész (Bemutató 2012. március 2.)
- 2012 Falstaff - ének (Bemutató 2012. február 24.)
- 2011 A fejedelem - színész (Bemutató 2011. július 15.)
- 2009 Operagála - közreműködő
- 2009 A sevillai borbély - ének (Bemutató 2009. február 6.)
- 2009 Cosí fan tutte / Mind így csinálják - ének (Bemutató 2009. december 4.)
- 2008 Hoffmann meséi - színész (Bemutató 2008. március 7.)
- 2007 Hoffmann meséi - színész (Bemutató 2007. január 26.)
- 2007 Rinaldo - ének
- 2006 Don Giovanni - színész
- 2005 A Varázsfuvola - ének (Bemutató 2005. február 11.)

### Filmek
- 2012 Zrínyi 1566 (magyar dokumentumfilm, 52 perc)